# Elastic Harmonic
Elastic Harmonic is een soort vioolconcert van de Ierse componist Donnacha Dennehy.
Het is een concert in de oude traditie voor wat betreft de communicatie tussen solist en orkest, maar daarmee houdt het ook meteen op, het lijkt hier op speed-daten. Het werk is een eendelig concert dat bestaat uit drie secties (delen is te grof in dit geval) die zonder stiltes tussendoor uitgevoerd moeten worden.

## Compositie
De solist speelt een in principe lyrische partij met herhalende patronen, af en toe schiet de solist echter door naar hysterie, de muziek klinkt overspannen.Het huilen staat de solist af en toe nader dan het lachen.

Sectie 1: De solist speelt hier tegen het orkest. De muziek is minimal music, waarbij het thema steeds wordt onderbroken; de klank van de solist is duidelijk, die van het orkest is mystiek en vaag en lijkt zich af te spelen in een verkeerd tempo;

Sectie 2: na ongeveer 5 minuten probeert het slagwerk door zware pulsen in ¾ maat het orkest op gang te krijgen; het zware slagwerk geeft duidelijk de maat aan, maar doordat het zware geluid er relatief lang over doet om te klinken vertraagt het meer dan dat het tempo in het werk brengt; vlak daarna roert ook de kleine trom zich, met herhalende één slag en dan roffel, dit heeft hetzelfde effect als de grote trom. De solist speelt nu tegenover een stampende en bonkende machine;

Sectie 3: na ongeveer 8 minuten is het zware gedeelte van de compositie achter de rug; de solist krijgt nu te maken met een orkest dat door toepassing van harp en vibrafoon klinkt als gamelan. Het wordt een zangerige en zwevende achtergrond. Normaal gesproken dient deze gamelanmuziek als begeleiding bij meditatie, dat is hier onmogelijk, de begeleiding klinkt overspannen en opdringerig.
Sectie 3 heeft iets weg van de muziek van Philip Glass, die wisselt ook snelle herhalende akkoorden af met langere tragere gedeelten; dit gebeurt bij Glass vloeiend, bij Dennehy gaat alles met horten en stoten.

## Bron en discografie
- Uitgave NMC Recordings 133: RTÉ Symphony Orchestra o.l.v. Gavin Maloney met solist Darragh Morgan.